# Scelio marbis
Scelio marbis är en stekelart som beskrevs av Nixon 1958. Scelio marbis ingår i släktet Scelio och familjen Scelionidae. Inga underarter finns listade i Catalogue of Life.